# 5829-es mellékút (Magyarország)
Az 5829-es mellékút egy közel 10 kilométeres hosszúságú, négy számjegyű mellékút Baranya vármegye délnyugati peremén; Drávafokot köti össze az országhatár közvetlen közelében fekvő, déli szomszédaival.

## Nyomvonala
Drávafok központjában ágazik ki az 5804-es útból ágazik ki, annak a 41+200-as kilométerszelvénye közelében, dél felé. Arany János utca néven húzódik a belterület déli széléig, amit szűk 600 méter után ér el. Kevéssel ezt követően keresztezi a mára már bezárt Középrigóc–Villány-vasútvonal nyomvonalát, 1,8 kilométer után pedig átszeli a következő település, Markóc északi határszélét. E községnek épp csak a keleti szélét érinti, hozzávetőlegesen 2,5 kilométer után, települési neve itt – úgy tűnik – nincs is.
4,6 kilométer után szeli át Drávakeresztúr határszélét, ahol szinte egyből lakott területek közé ér. Sokáig viszont nem is marad ott: a faluközpontban kiágazik belőle dél felé az 58 139-es számú mellékút – ez tekinthető a helység főutcájának –, az út pedig ezután nyugatnak fordul, s egy rövid szakasz erejéig visszatér markóci területre. 6,3 kilométer után, egy kisebb vízfolyást keresztezve érkezik az út Felsőszentmárton határai közé, ám e községet nem érinti: még a belterület elérése előtt északnak fordul, és kevéssel ezután véget is ér, a település északkeleti külterületei között, beletorkollva az 5825-ös útba, annak az 5+200-as kilométerszelvénye közelében.
Teljes hossza, az országos közutak térképes nyilvántartását szolgáló kira.kozut.hu adatbázisa szerint 9,787 kilométer.

## Története
A Kartográfiai Vállalat 1990-ben megjelentetett Magyarország autóatlasza a Drávafoktól Drávakeresztúrig terjedő szakaszát portalanított útként tünteti fel, a közbenső részt ellenben nem jelöli. Ez azonban nem szükségszerűen jelenti azt, hogy az útnak az atlaszban nem ábrázolt szakasza ne létezett volna már akkor is: a térképi adatok efféle kozmetikázása mögött állhattak a rendszerváltás előtti ország határvédelmi szempontjai is.
A Google Utcakép 2021-ben elérhető felvételeinek tanúsága szerint mindenesetre azok készítésekor már az a szakasz is szilárd burkolattal rendelkezett.

## Települések az út mentén
- Drávafok
- Markóc
- Drávakeresztúr
- Felsőszentmárton